# Spodoptera roseae
Spodoptera roseae är en fjärilsart som beskrevs av William Schaus 1923. Spodoptera roseae ingår i släktet Spodoptera och familjen nattflyn. Inga underarter finns listade i Catalogue of Life.